# Calpionellen
Calpionellen (Calpionelliden (Calpionellida), von griechisch κάλπις „Wasserkrug“) sind eine ausgestorbene Gruppe eukaryotischer Einzeller unbekannter systematischer Stellung aus dem Mesozoikum (Erdmittelalter).
Calpionellen waren planktonisch lebende, marine Organismen, die im Tethysbereich während der Zeit um die Wende vom Oberjura zur Unterkreide recht häufig waren. Sie wurden früher häufig zu den Tintinniden, eine Gruppe von Wimpertierchen, gestellt.

## Beschreibung
Calpionellen sind vor allem in den pelagisch abgelagerten Kalken („Calpionellenkalk“) von Oberjura und Unterkreide relativ häufige Mikrofossilien. Es handelt sich um glockenförmige, calcitische Gehäuse mit umgeschlagenen Rändern von etwa 40 bis 150 Mikrometern (µm) Länge. Die äußere Form unterscheidet sich von Art zu Art, ebenso die Form und Größe der umgeschlagenen Ränder. Die Wand besteht aus spiralig angeordneten prismatischen Calcit-Kristallen, die senkrecht auf der Wandfläche stehen. Auch Gehäuse, die Fremdkörper in die Wand agglutinieren kommen vor. In der Regel können Calpionellen nicht aus dem Gestein isoliert werden, sondern werden mit Hilfe von Dünnschliffen untersucht und bestimmt.

## Bedeutung
Vom oberjurassischen Tithonium bis zum unterkretazischen Valanginium haben die Calpionellen eine rasche Radiation durchlaufen und viele kurzlebige Arten hervorgebracht. Dadurch werden sie bedeutsam für die Biochronologie bzw. für die biostratigraphische Gliederung der Schichten, die in dieser Zeit abgelagert wurden und sind wertvolle Leitfossilien. Vom mittleren Tithonium bis zum frühen Valanginium werden sechs Calpionellenzonen unterschieden, die noch weiter in 19 Subzonen untergliedert werden können.
Die Calpionellen sind zwar sehr faziesabhängig („Faziesfossilien“) und kommen beinahe ausschließlich in den pelagischen Sedimentgesteinen der Tethys vor, doch sind sie dort sehr häufig und weit verbreitet und zeigen keine Endemismen. Zudem sind sie wegen ihrer calcitischen Gehäuse auch unterhalb der ACD (Aragonite Compensation Depth = Aragonitkompensationstiefe) erhaltungsfähig, wo die aragonitischen Gehäuse der Ammoniten bereits aufgelöst sind.

## Geschichte
Die namensgebende Gattung Calpionella wurde von Lorenz (1901) aufgestellt.

## Systematik
Derzeit werden zwei Familien unterschieden:
- Colomiellidae Bonnet, 1956
- Calpionellidae Bonnet, 1956